# Заслуженный деятель искусств Латвийской ССР
Заслуженный деятель искусств Латвийской ССР (латыш. Latvijas PSR Nopelniem bagātais mākslas darbinieks) — почётное звание, установленное указом Президиума Верховного Совета Латвийской ССР от 20 февраля 1941 года для награждения особо отличившихся деятелей искусства за создание высокохудожественных произведений, спектаклей, кинофильмов, концертных программ, за большие заслуги в подготовке и воспитании творческих кадров.
До 1 апреля 1984 года почётным званием Заслуженный деятель искусств Латвийской ССР были удостоены 286 человек.